# Klasztor w Wiblingen
Klasztor w Wiblingen (niem. Kloster Wiblingen) – dawne opactwo benedyktynów znajdujące się w niemieckim mieście Ulm, w dzielnicy Wiblingen.

## Historia
Klasztor został założony w 1093 roku przez grafów Hartmanna i Ottona von Kirchbergów, zakonników sprowadzono z klasztoru St. Blasien. W 1099 roku konsekrowano pierwszy kościół klasztorny oraz przywieziono tu relikwie Krzyża Świętego pozyskane podczas pierwszej wyprawy krzyżowej. Kompleks spłonął w 1271, a pożar spowodował okres upadku gospodarczego klasztoru, który trwał do momentu założenia szkoły w roku 1353. Rozkwit miał miejsce za kadencji opata Ulricha Hablüzela i jego następców w XV wieku dzięki powiązaniom z ruchem reformatorskim w Melku. Klasztor chciano sprzedać władzom miasta Ulm, zakup nie powiódł się, a kompleks został wykupiony przez księcia Bawarii-Landshut Jerzego Bogatego. Prawdopodobnie podczas wojny o sukcesję w Landshut opactwo trafiło w ręce cesarza Maksymiliana I Habsburga, który w 1507 przekazał je rodzinie Fuggerów. Placówka została zamknięta przez wojska szwedzkie w 1633 roku i reaktywowana rok później po I bitwie pod Nördlingen. W 1701 klasztor uzyskał niezależność pod zwierzchnictwem cesarskim. Po zakończeniu wojny o sukcesję hiszpańską rozpoczęto przebudowę pod nadzorem Christiana Wiedemanna. W 1740 wzniesiono północne skrzydło z biblioteką. Po wojnie o sukcesję austriacką w 1750 prace powierzono Johannowi Michaelowi Fischerowi, w 1757 ukończono skrzydło wschodnie z bogato zdobionym ryzalitem, w którym znajdował się kapitularz. W latach 1772–1778 kościół ukończono w stanie surowym wg projektu Johanna Georga Spechta, a prace sztukatorskie przeprowadzono pod okiem Januariusa Zicka, nadwornego malarza elektora Trewiru. Świątynię konsekrowano w roku 1783, pozostawiając nieukończone dwie wieże przy fasadzie. 27 marca 1806 klasztor poddano kasacie, kościół przekształcono w świątynię parafialną, a w następnym roku kompleks przekształcono w rezydencję księcia Henryka Karola Wirtemberskiego. W latach 1913–1917 wzniesiono południowe i zachodnie skrzydło z przeznaczeniem na koszary. Po II wojnie światowej ulokowano tu szpital, dom spokojnej starości, szkołę medyczną i bibliotekę uniwersytecką.

## Bazylika
Centralną częścią kompleksu jest bazylika św. Marcina z Tours. Ołtarze i ambona reprezentują wczesny klasycyzm. Organy główne wykonano w warsztacie Claudiusa Winterhaltera, składają się z 3375 piszczałek zgrupowanych w 54 głosy. 35-głosowe organy przy ołtarzu pochodzą z roku 1973 z warsztatu Reiser Orgelbau, wmontowane w prospekt autorstwa Johanna Nepomuka Holzheya. 5 maja 1993, na pamiątkę dziewięćsetnej rocznicy założenia klasztoru, papież Jan Paweł II wyniósł kościół do godności bazyliki mniejszej.

## Biblioteka
Sala biblioteki powstała w latach 1740–1750, ma długość 23 m i szerokość 11,5 m, zajmuje całą szerokość północnego skrzydła. Zdobią ją rzeźby dłuta Dominikusa Hermengilda Herbergera oraz fresk sufitowy autorstwa Franza Martina Kuena z 1744.

## Galeria

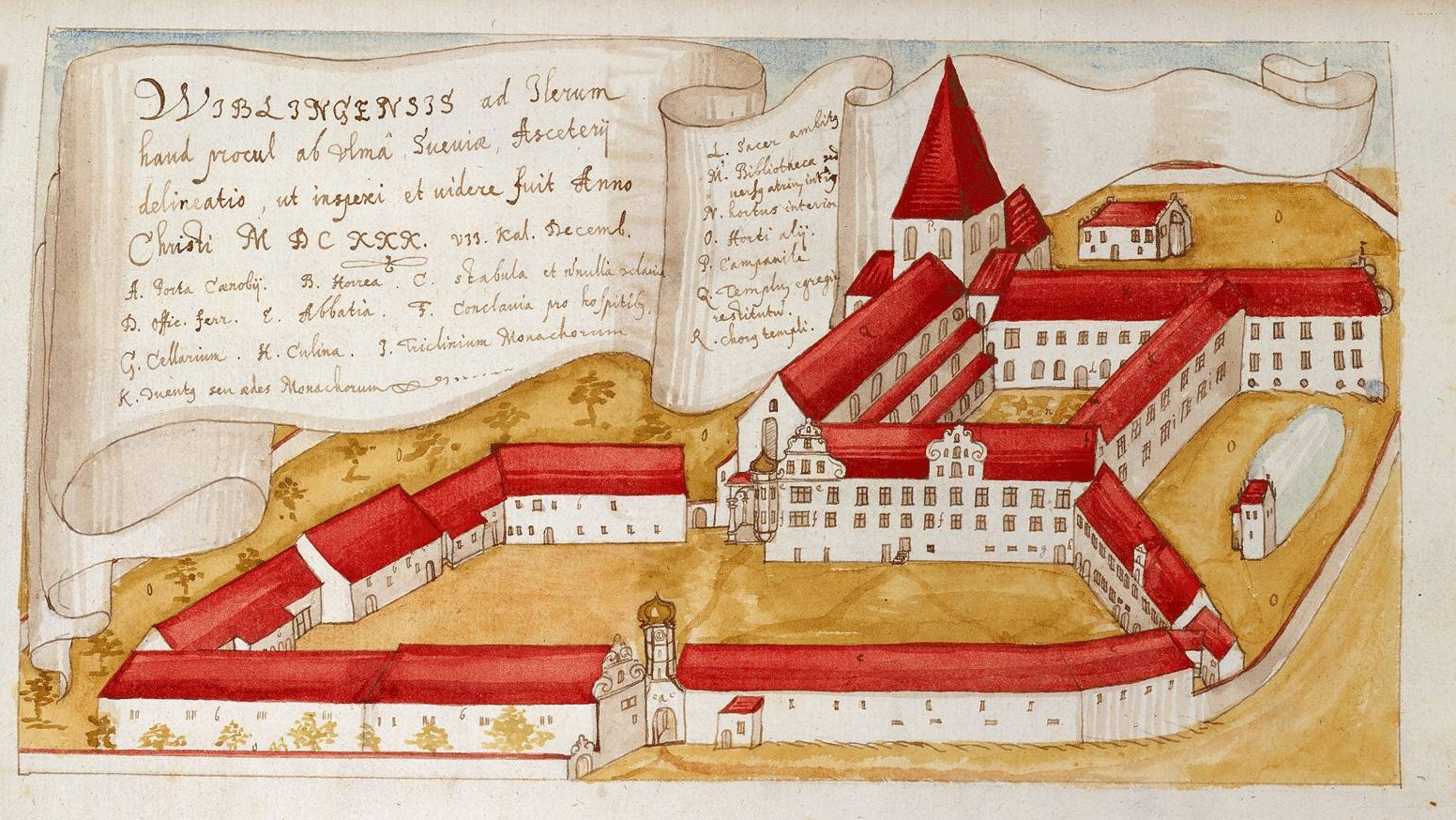
Klasztor w 1630
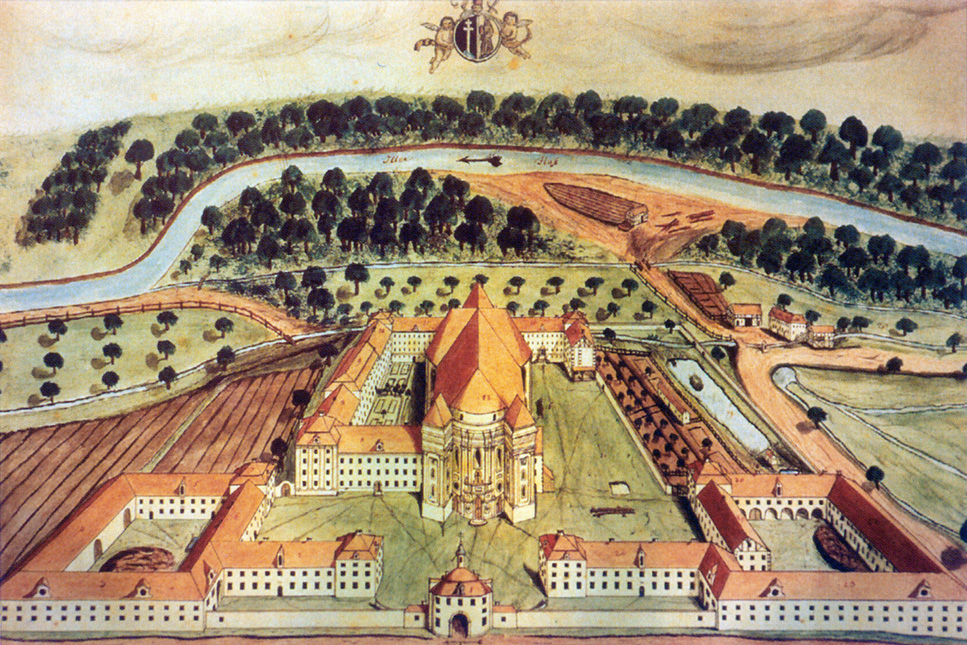
Stan z roku 1805
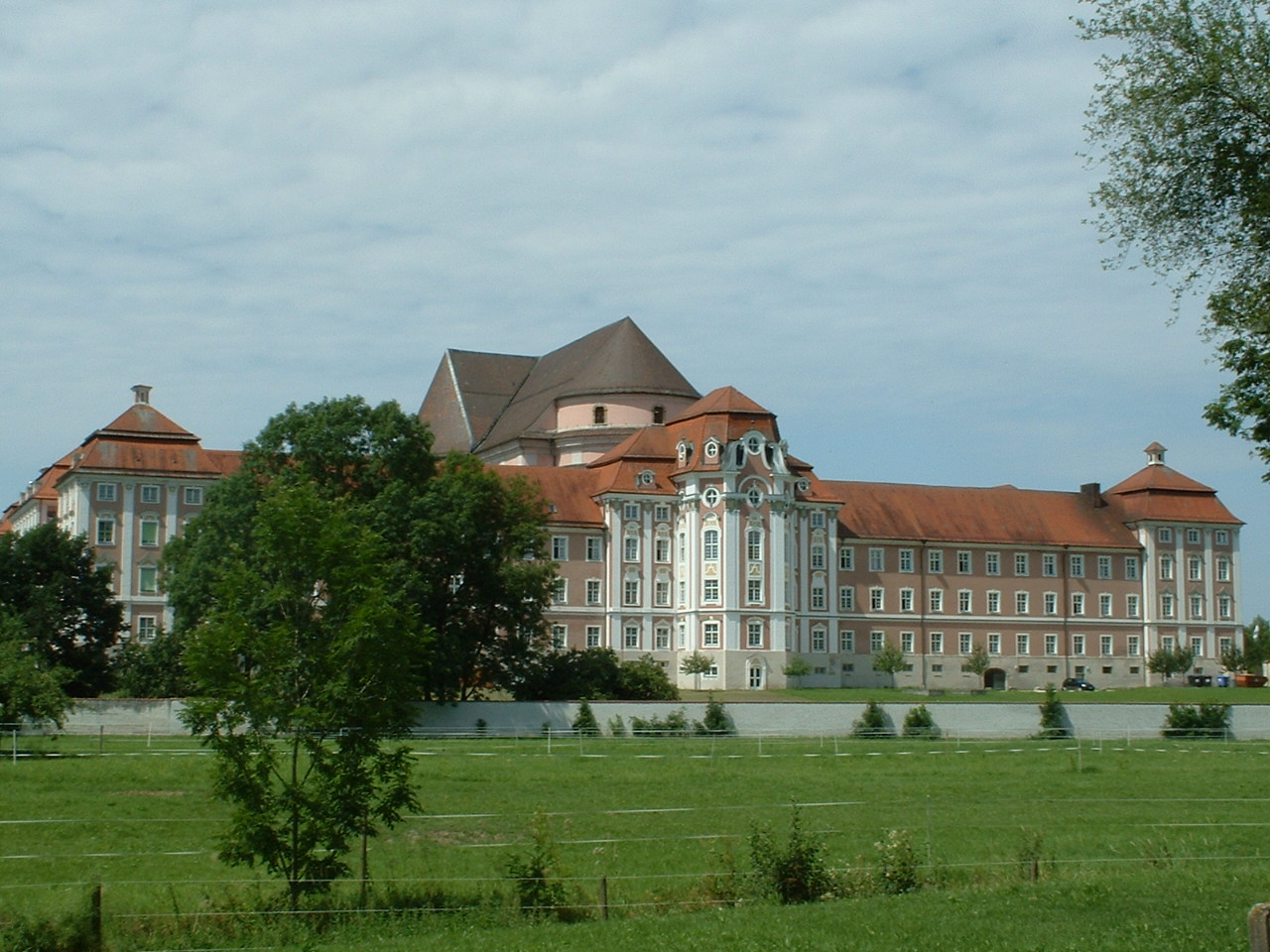
Widok ze wschodu
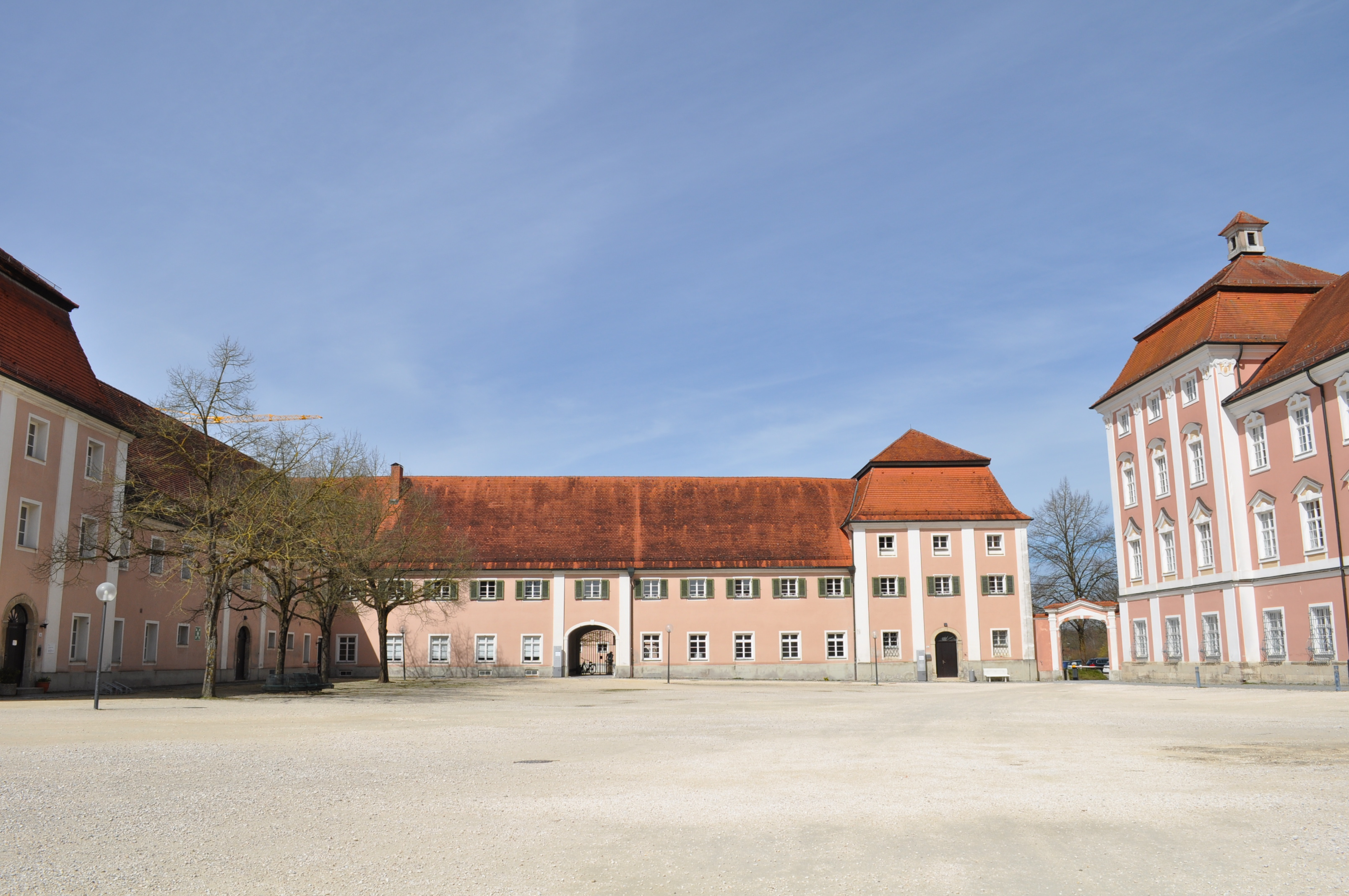
Dziedziniec klasztorny
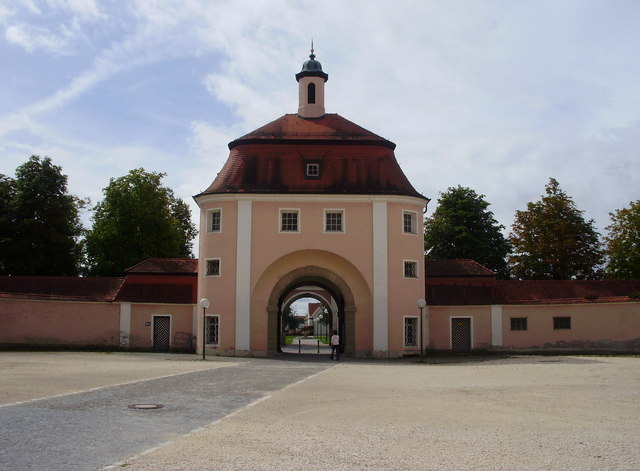
Brama
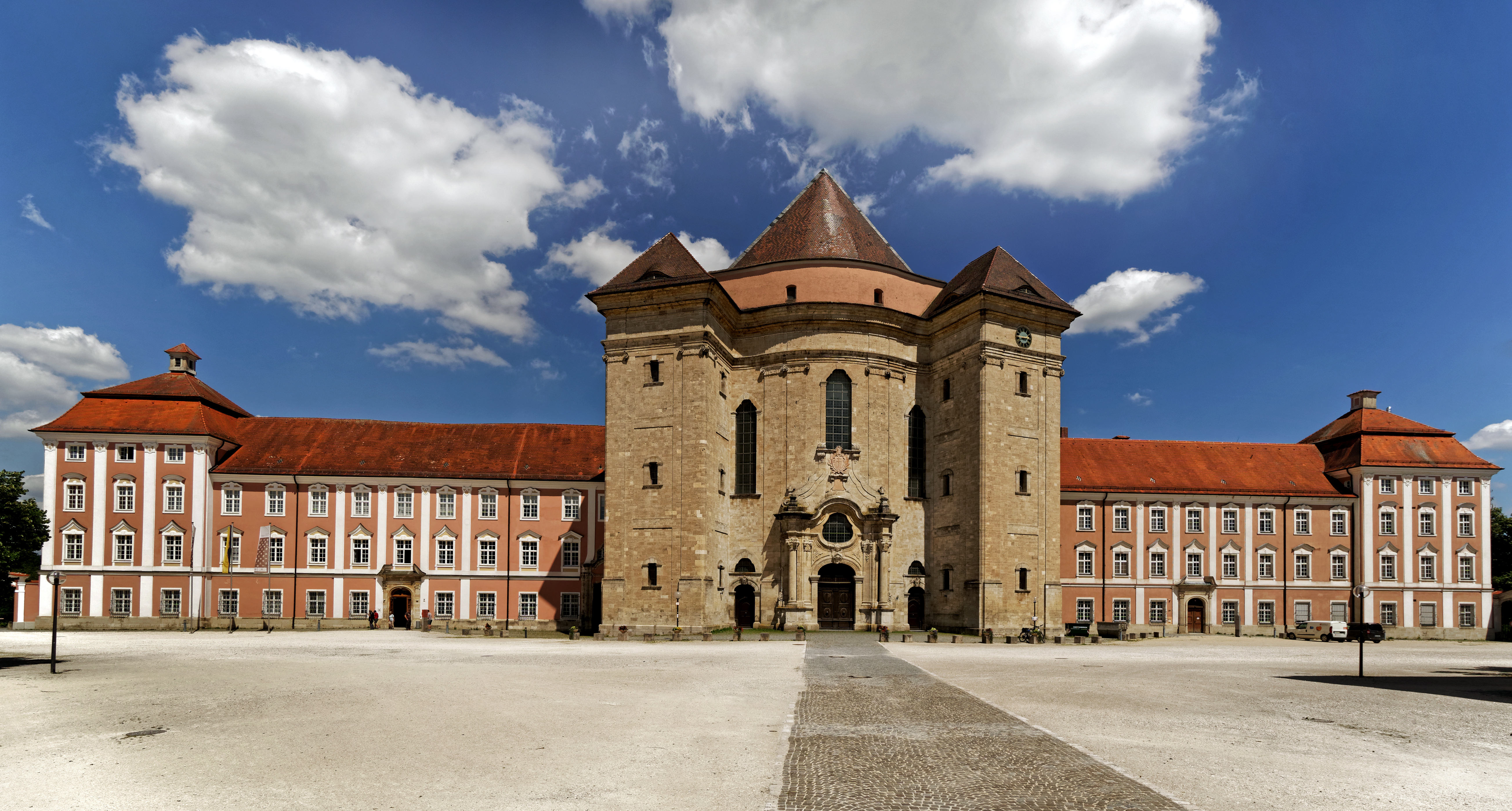
Fasada
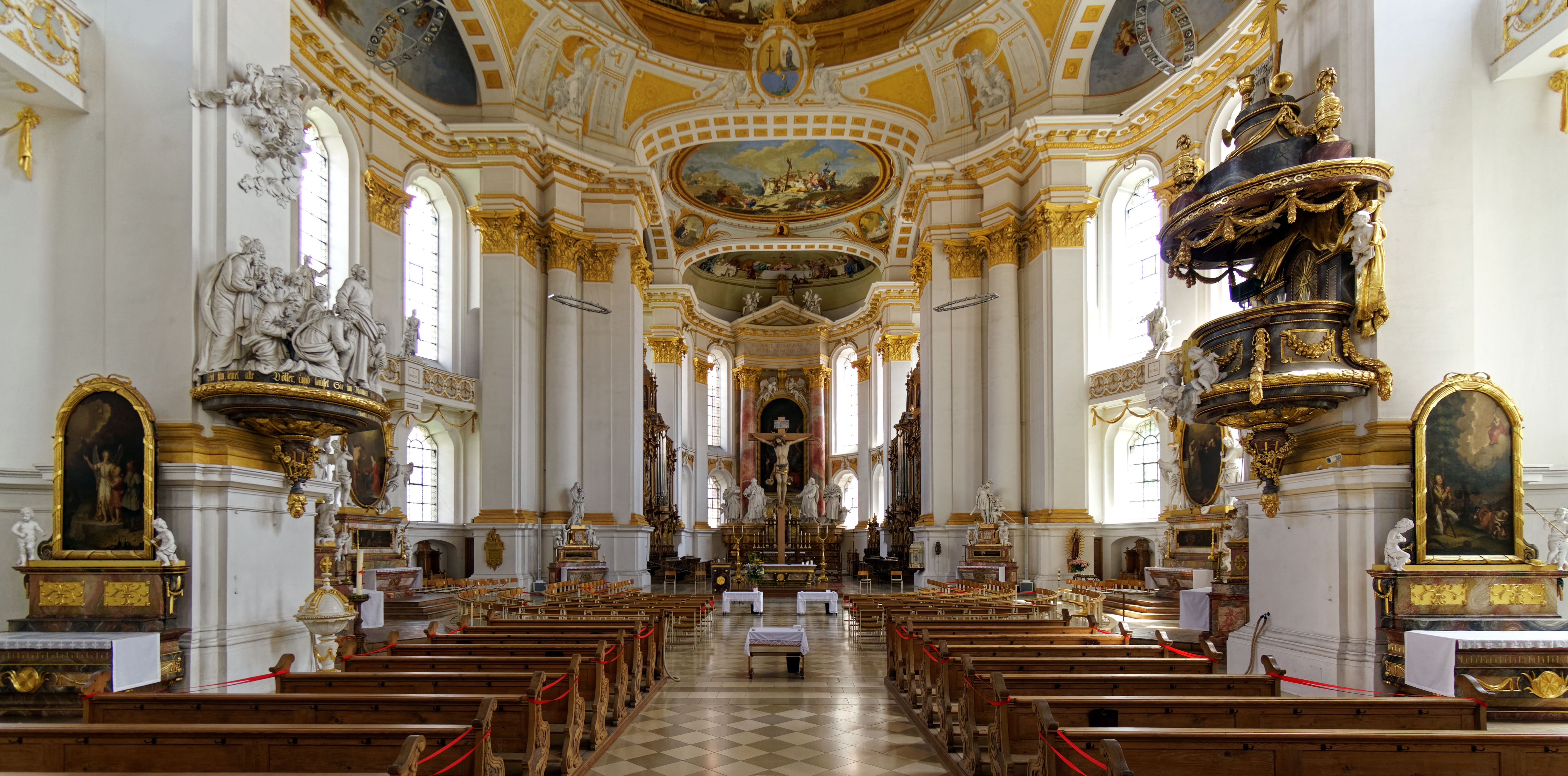
Wnętrze bazyliki
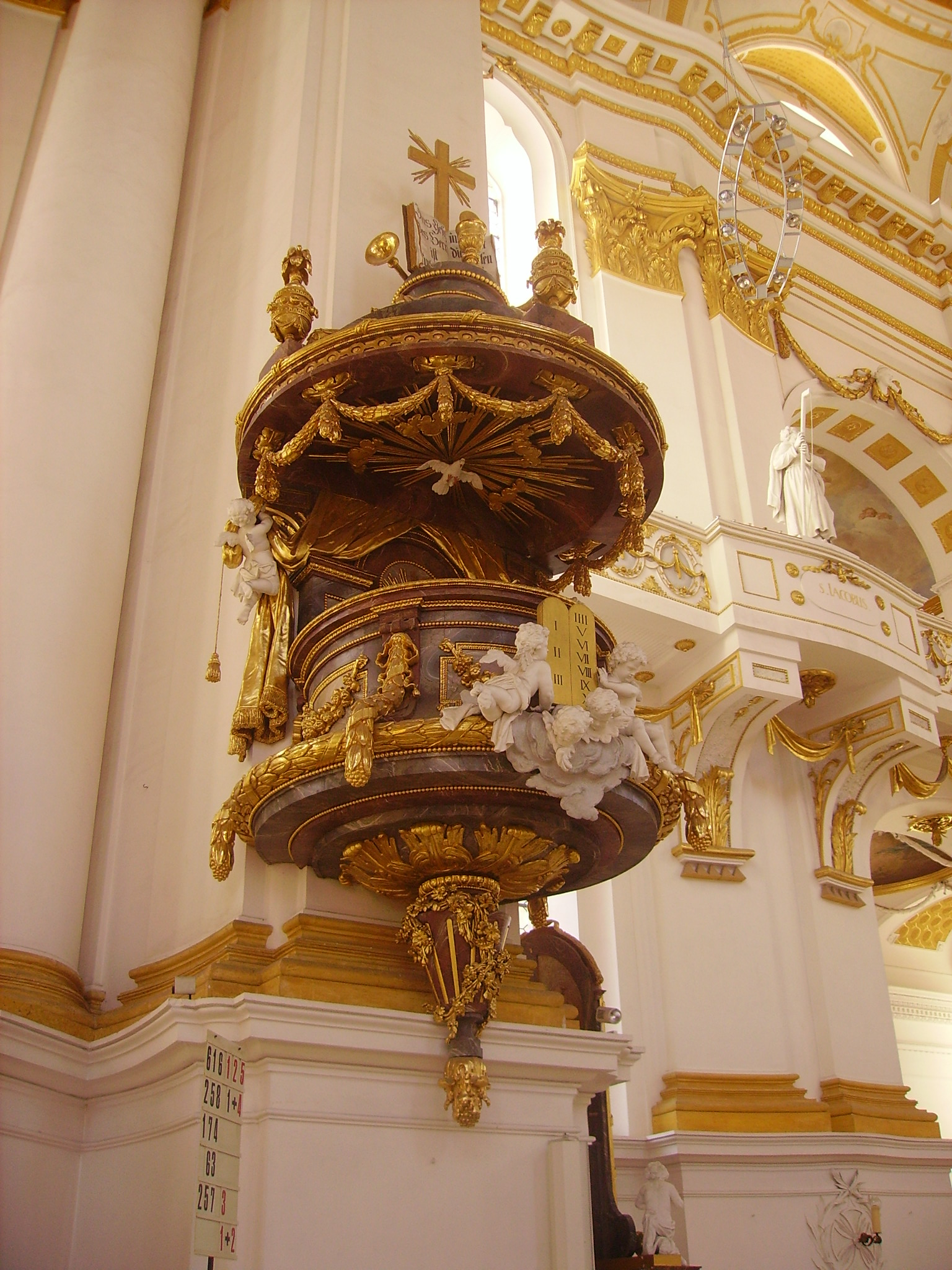
Ambona
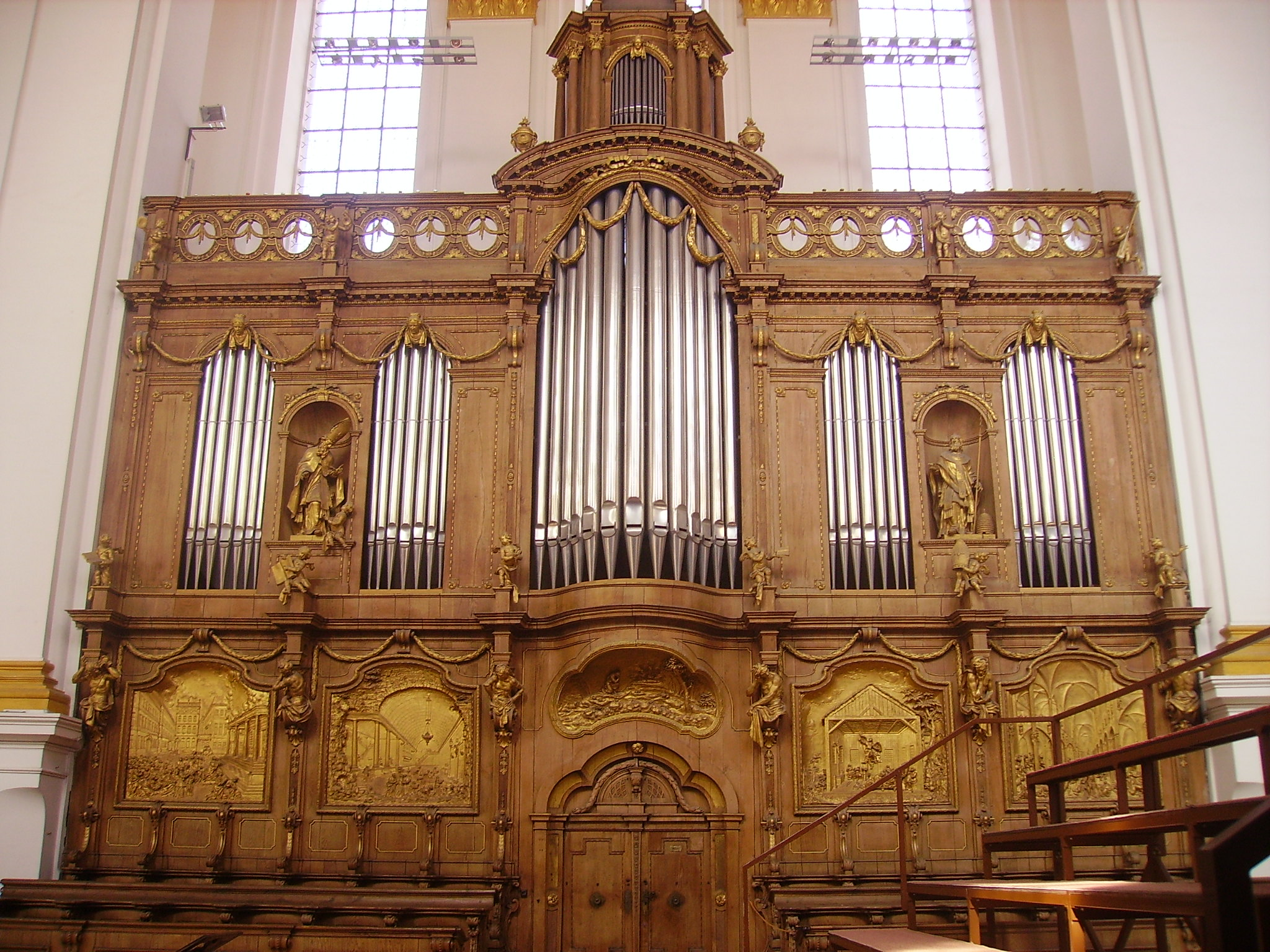
Organy przy ołtarzu
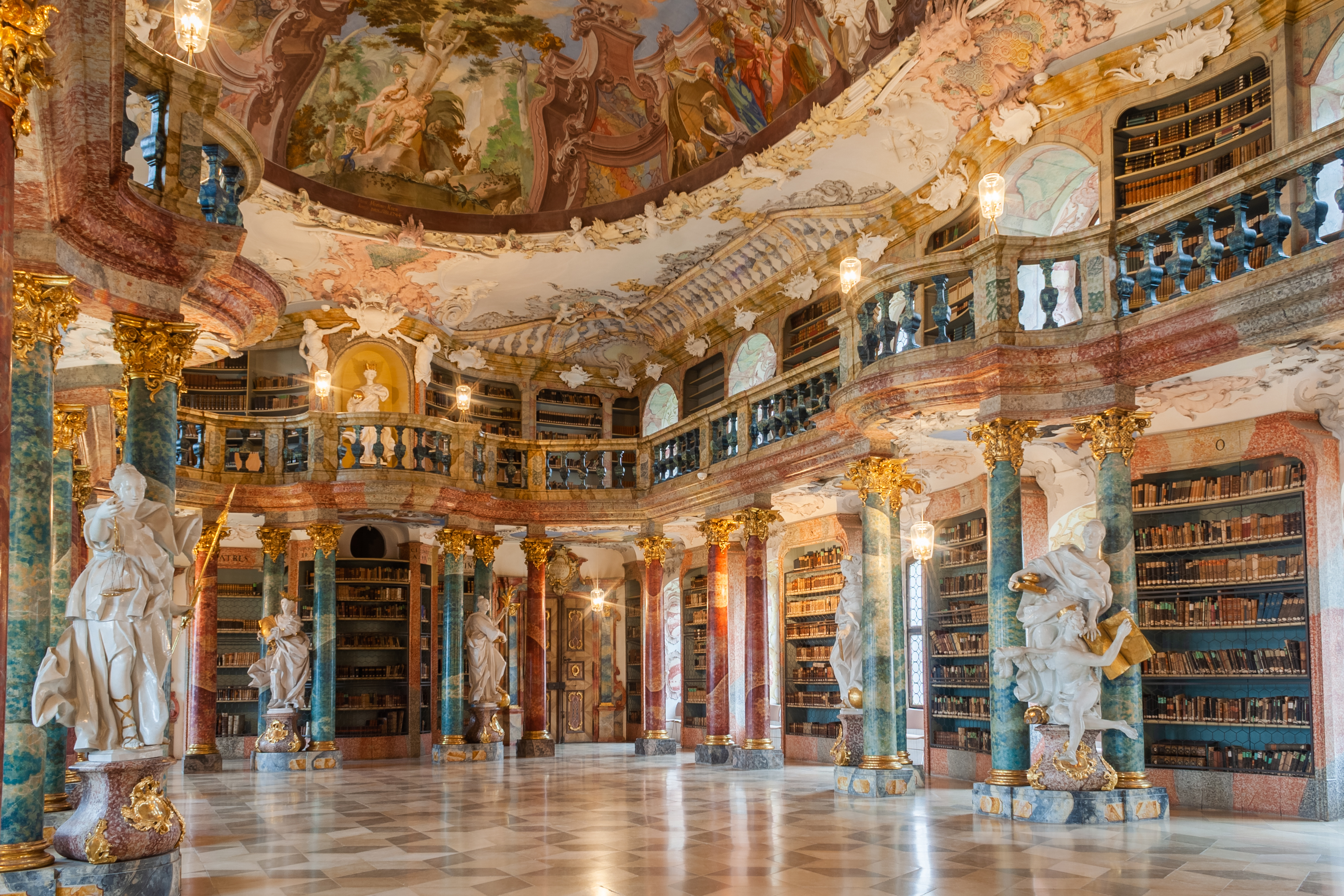
Biblioteka klasztorna